# Château de Monbouan
Le château de Monbouan est situé à Moulins en Ille-et-Vilaine.

## Historique
Le château est construit en 1771 d'après les plans de l'architecte Pierre-Joachim Besnard. Il fut la demeure du marquis Hay des Nétumières et ne fut pas confisqué lors de la Révolution, la famille gardant le château jusqu'au XXIe siècle.  
En 1907, Geoffroy des Nétumières meurt d'un accident de chasse dans le parc du château. 
Le château est aujourd'hui la propriété de l'horloger français Richard Mille.

## Description
Le château et son parc de 64,3 hectares font l’objet d’un classement en tant que site naturel par arrêté depuis le 23 novembre 1963. Le bâtiment est inscrit au titre des monuments historiques depuis le 8 février 2000,. Les jardins ont fait l’objet d’un pré-inventaire.